# L'Orée de Mormal
L'Orée de Mormal est une commune nouvelle française du département du Nord, en région Hauts-de-France, créée le 1er janvier 2025 par l'arrêté préfectoral du 29 juillet 2024. Elle résulte de la fusion de deux communes : Bermeries et Amfroipret.

## Géographie

### Hydrographie

#### Réseau hydrographique
La commune est située dans le bassin Artois-Picardie. Elle est drainée par le ruisseau du Sart, l'Amfroipret, le ruisseau de Marvi, le ruisseau Rico-Folie, le ruisseau Des Bultiaux, et divers autres petits cours d'eau,,.

#### Gestion et qualité des eaux
Le territoire communal est couvert par le schéma d'aménagement et de gestion des eaux (SAGE) « Escaut ». Ce document de planification concerne un territoire de 2 005 km2 de superficie, délimité par le bassin versant de l'Escaut. Le périmètre a été arrêté le 9 juin 2006 et le SAGE proprement dit a été approuvé le 13 juillet 2021. La structure porteuse de l'élaboration et de la mise en œuvre est le syndicat mixte Escaut et Affluents (SyMEA). 
La qualité des cours d'eau peut être consultée sur un site dédié géré par les agences de l'eau et l'Agence française pour la biodiversité. 

### Climat
Pour des articles plus généraux, voir Climat des Hauts-de-France et Climat du Nord.
En 2010, le climat de la commune est de type climat des marges montargnardes, selon une étude du CNRS s'appuyant sur une série de données couvrant la période 1971-2000. En 2020, Météo-France publie une typologie des climats de la France métropolitaine dans laquelle la commune est exposée à un climat océanique altéré et est dans la région climatique Nord-est du bassin Parisien, caractérisée par un ensoleillement médiocre, une pluviométrie moyenne régulièrement répartie au cours de l'année et un hiver froid (3 °C). 
Pour la période 1971-2000, la température annuelle moyenne est de 9,9 °C, avec une amplitude thermique annuelle de 15 °C. Le cumul annuel moyen de précipitations est de 804 mm, avec 12,2 jours de précipitations en janvier et 9,7 jours en juillet. Pour la période 1991-2020, la température moyenne annuelle observée sur la station météorologique la plus proche, située sur la commune de Valenciennes à 18 km à vol d'oiseau, est de 11,0 °C et le cumul annuel moyen de précipitations est de 694,1 mm,. Pour l'avenir, les paramètres climatiques de la commune estimés pour 2050 selon différents scénarios d'émission de gaz à effet de serre sont consultables sur un site dédié publié par Météo-France en novembre 2022.

## Urbanisme

### Typologie
Au 1er janvier 2024, L'Orée de Mormal est catégorisée commune rurale à habitat dispersé, selon la nouvelle grille communale de densité à sept niveaux définie par l'Insee en 2022. Elle est située hors unité urbaine,. Par ailleurs la commune fait partie de l'aire d'attraction de Valenciennes (partie française), dont elle est une commune de la couronne,. Cette aire, qui regroupe 102 communes, est catégorisée dans les aires de 200 000 à moins de 700 000 habitants,.

## Toponymie
L'Orée de Mormal fait référence à la Forêt domaniale de Mormal qui réunit les deux anciennes communes. L'ancien préfet Georges-François Leclerc avait proposé "Le Val de Mormal" mais les deux conseils municipaux ont choisi le terme Orée (deux autres communes nouvelles ont choisi ce terme : L'Orée-d'Écouves et Orée d'Anjou)

## Histoire

### Antiquité
La voie romaine de Bavay à Saint-Quentin, dite Chaussée Brunehaut (actuelle RD 932) limite au sud-est le territoire communal.

### Moyen Âge
Bermeries se trouve mentionné sous le nom Berimariacas dans un acte de Clovis II, roi des Francs, daté de 657. Cet acte traite de Curtilis fibi, l'actuel hameau de Courtilfoix. Le nom d'Amfroipret (Ansfridi pratum, pré d'Ansfroi) mentionné dès 1147, tire vraisemblablement son origine de la sédentarisation des Francs. Il est attesté en 1297 dans une correspondance de Jean d'Avesnes, comte de Hainaut.
L'histoire de la commune est liée avec celle de l'abbaye de Cambron, à Cambron-Casteau dans le Hainaut belge, qui y possédait des biens, notamment la Ferme du Cambron et des bois,. En 1340, au début de la guerre de Cent Ans, les Français brûlèrent le village d'Amfroipret .
D'après une gouache des Albums de Croÿ, Amfroipret possédait au début du XVIIe siècle, un important château médiéval qui comprenait de nombreuses tours carrées de hauteurs inégales ; à l'une d'elles était adossée une svelte tourelle cylindrique coiffée d'une flèche aigüe. Bâti par Pierre de Haynin, dit Brongnart, grand bailli de Hainaut de 1408 à 1417, le château est déjà en ruines au XVIIIe siècle.

### Époque contemporaine
Un moulin à vent est figuré sur le plan cadastral de 1831, sur l'ancien chemin du Quesnoy et à proximité de la Ferme de Cambron.

#### Première Guerre mondiale
Au début de la Première Guerre mondiale, des troupes britanniques passent par Bermeries le 27 août 1914 et peu après, avec un accrochage avec les troupes allemandes autour de Bréaugies, au sud de Bellignies.
Les Allemands ont alors occupé la commune jusqu'au 6 novembre 1918, quelques jours avant la fin de la guerre. Un des derniers échanges de feu est fait sur le territoire de la commune. Parmi les dix-neuf soldats britanniques, enterrés dans le cimetière communal de Bermeries, dix-sept sont tombés ces 5 et 6 novembre 1918.
Pour les victimes du village, la commune a érigé, en commun avec la commune d'Amfroipret, un monument aux morts dans ce dernier village.

#### Fusion
Les deux villages ont beaucoup en commun, notamment l'école qui fonctionne en regroupement pédagogique intercommunal, une secrétaire de mairie qui se partage entre les deux villages, et même des associations communes. La fusion est aussi un moyen de mutualiser les moyens et de réaliser des économies financières.
Le siège de L'Orée de Mormal sera la mairie d'Amfroipret ; Bermeries deviendra mairie annexe.

## Politique et administration

### Rattachements administratifs et électoraux

#### Rattachements administratifs
La commune se trouve dans l'arrondissement d'Avesnes-sur-Helpe du département du Nord.
Elle faisait partie depuis 1793 du canton de Bavay. Dans le cadre du redécoupage cantonal de 2014 en France, cette circonscription administrative territoriale a disparu, et le canton n'est plus qu'une circonscription électorale.

#### Rattachements électoraux
Pour les élections départementales, la commune fait partie depuis 2014 du canton d'Aulnoye-Aymeries
Pour l'élection des députés, elle fait partie de la troisième circonscription du Nord.

### Intercommunalité
Bermeries et Amfroipret sont membres depuis 2006 de la communauté de communes du Bavaisis, un établissement public de coopération intercommunale (EPCI) à fiscalité propre créé en 1993 et auquel la commune avait transféré un certain nombre de ses compétences, dans les conditions déterminées par le code général des collectivités territoriales.
Conformément aux prescriptions de la loi de réforme des collectivités territoriales du 16 décembre 2010, qui a prévu le renforcement et la simplification des intercommunalités et la constitution de structures intercommunales de grande taille, cette intercommunalité a fusionné avec ses voisines pour former, le 1er janvier 2014, la communauté de communes du Pays de Mormal dont est désormais membre la commune.

### Liste des maires
| Période | Période  | Identité          | Étiquette | Qualité                          |
| ------- | -------- | ----------------- | --------- | -------------------------------- |
| 2025    | En cours | Philippe Eustache |           | Maire d'Amfroipret (2020 → 2024) |

À compter du 1er janvier 2025, les deux maires respectifs deviendront maires délégués pour gérer les affaires courantes.

## Équipements et services publics

### Enseignement
L'Orée de Mormal relève de l'académie de Lille. L'école de Bermeries accueillait déjà les enfants de la commune et d'Amfroipret au sein d'un regroupement pédagogique intercommunal. La tête de Cérès, alors emblème de la République, orne la façade du bâtiment.
La salle des fêtes, aménagée dans l'ancienne chapelle N.D de Bon Secours et N.D de la Salette, qui servait également pour la garderie, la cantine et diverses activités comme le sport a brûlé en juillet 2018, entrainant le déplacement momentané de l'école à Saint-Waast-la-Vallée,.

## Population et société

### Démographie

#### Évolution démographique
L'évolution du nombre d'habitants est connue à travers les recensements de la population effectués dans la commune depuis sa création.

En 2022, la commune comptait 609 habitants.
| 2021 | 2022 |
| ---- | ---- |
| 601  | 609  |

## Culture locale et patrimoine

### Lieux et monuments
- La ferme de Cambron, 20 Route de le Quesnoy, au bord de la route Le Quesnoy-Bavay. La ferme (autrefois une possession de l'abbaye de Cambron et ancien « lieu Templier ») est créée vers le XIIe siècle par Anselme de Trazegnies, inscrite monument historique en 1971L'entrée se fait par un porche-pigeonnier de 1777 où est sculpté dans la pierre le mot « La Providence »
À gauche se trouve l'imposante grange dîmière, haute de 18 m et d'une surface de 600 m2, qui en fait la seconde de l'Avesnois, après celle de Maroilles[18],[29],[30].
- Brasserie-malterie Carlier, référencé à l'inventaire monument historique[31].
- Église Saint-Nicolas d'Amfroipret, construite en 1860 avec sol en pierres bleues. Elle renferme des fonts baptismaux datés de 1514. La croix dans l'église, classée monument historique au titre d'objet[32].
- Bermeries ne possède pas d'église, mais il y a au hameau de Cambron, face à la ferme et comme elle inscrite aux monuments historiques la chapelle Notre-Dame de Lourdes, connue aussi sous le nom Notre-Dame de la Tour, datant du XVe siècle[33]. 
Cette chapelle a pu servir comme église, mais déjà en 1860, Bermeries se servait de l'église d'Amfroipret.
- Chapelle au hameau Place de Bermeries, du type potale intégrée dans le mur d'enceinte de la place[19].
- La chapelle Notre-Dame de Bon Secours se trouve dans le hameau de Bermeries-la-Boëte, à la limite avec Amfroipret et porte une plaque de reconnaissance paroissiale - Bermeries, Amfroipret 1940 - 1945[19]. 
Cette chapelle possédait une statue de Vierge avec Enfant, inventoriée dans la base Palissy[34]. Cette statue est maintenant gardée dans un endroit privé contre le vol.
- Le cimetière de Bermeries héberge 19 tombes de la Commonwealth War Graves Commission, de soldats presque tous morts à la libération du village début novembre 1918[35].
- Croix de chemin, datant de 1818, avec inscription Yce ono ma nu aurom petet in cruse[36].

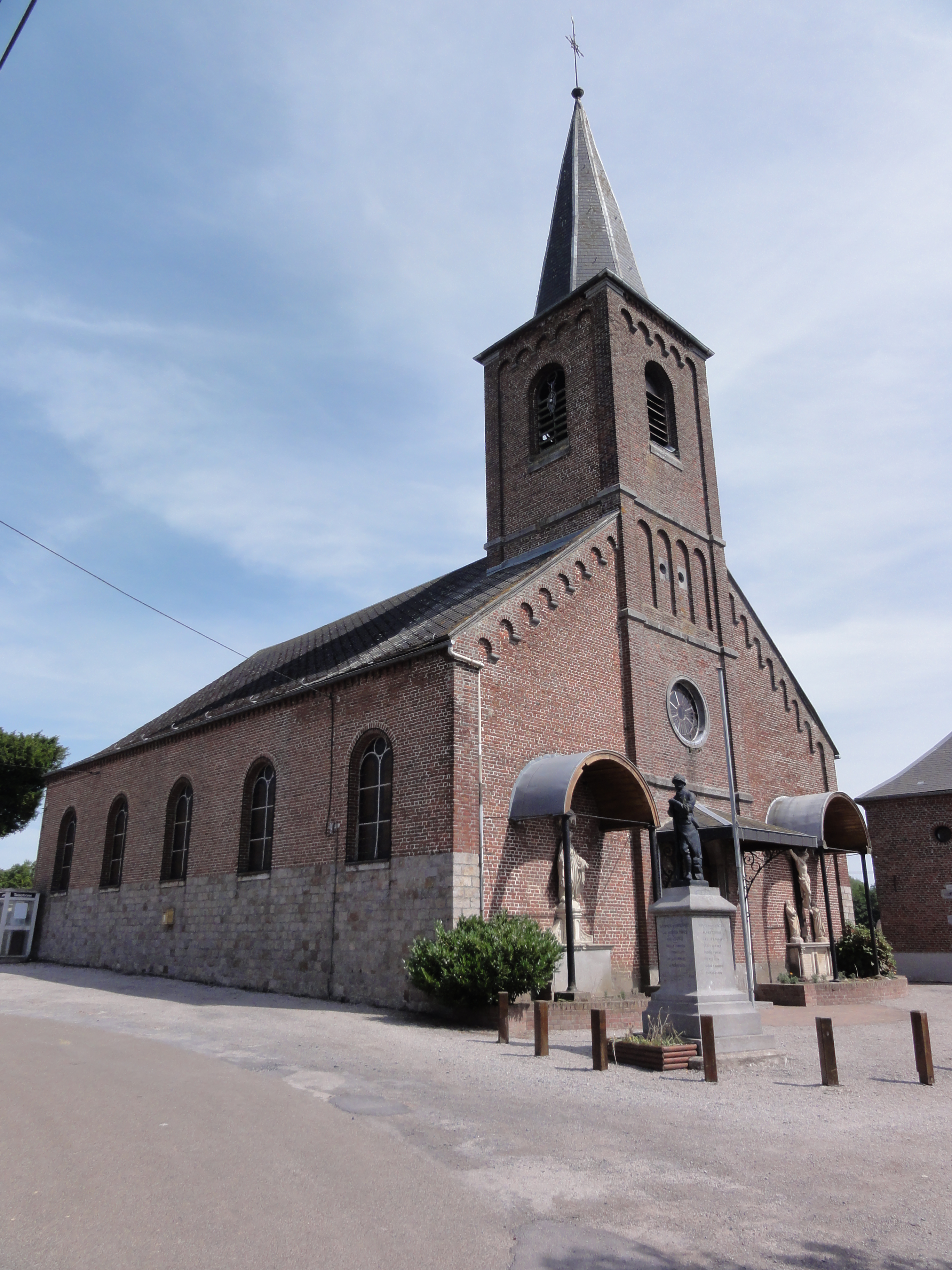
L'église Saint-Nicolas.
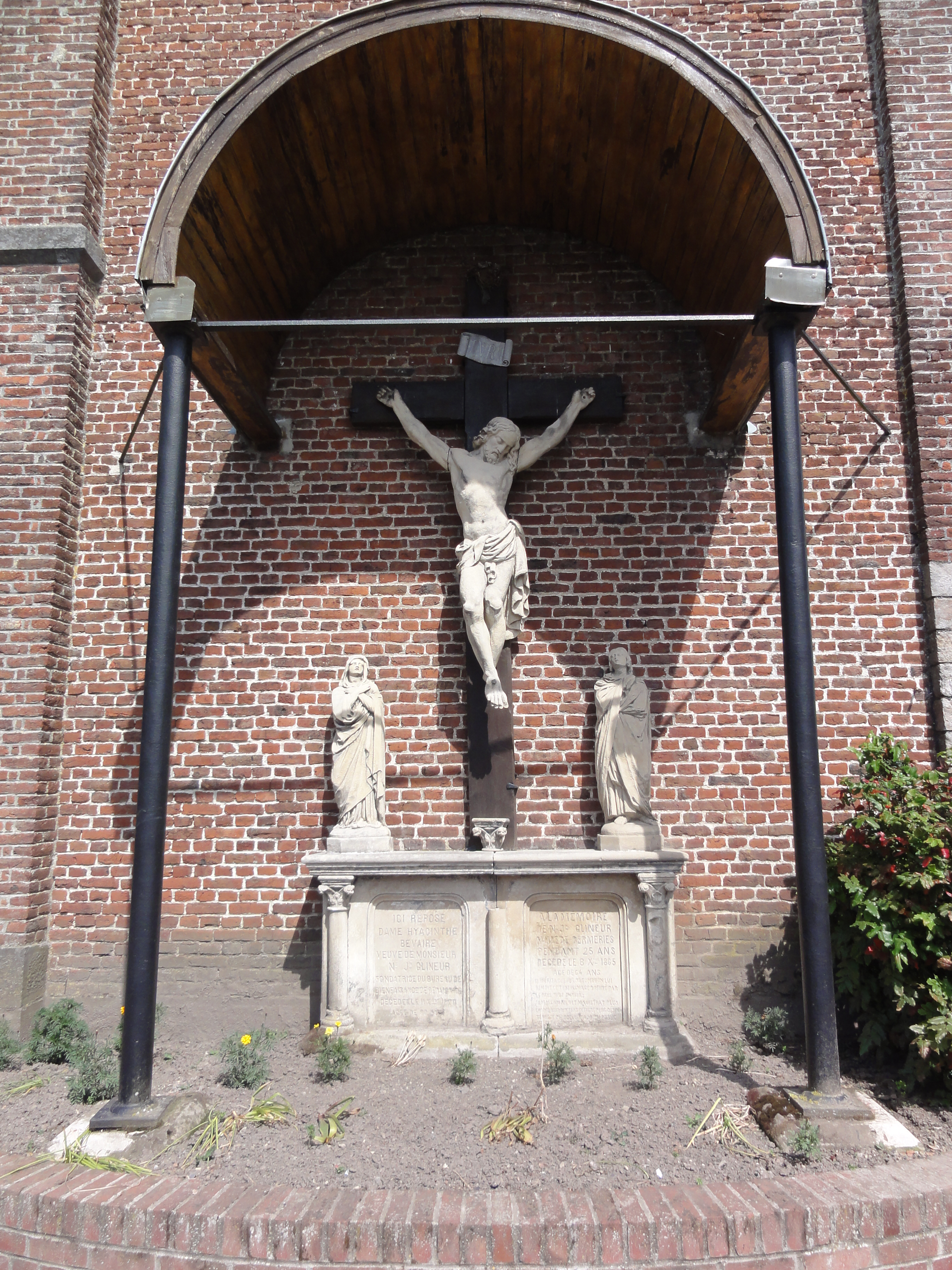
Calvaire contre l'église.
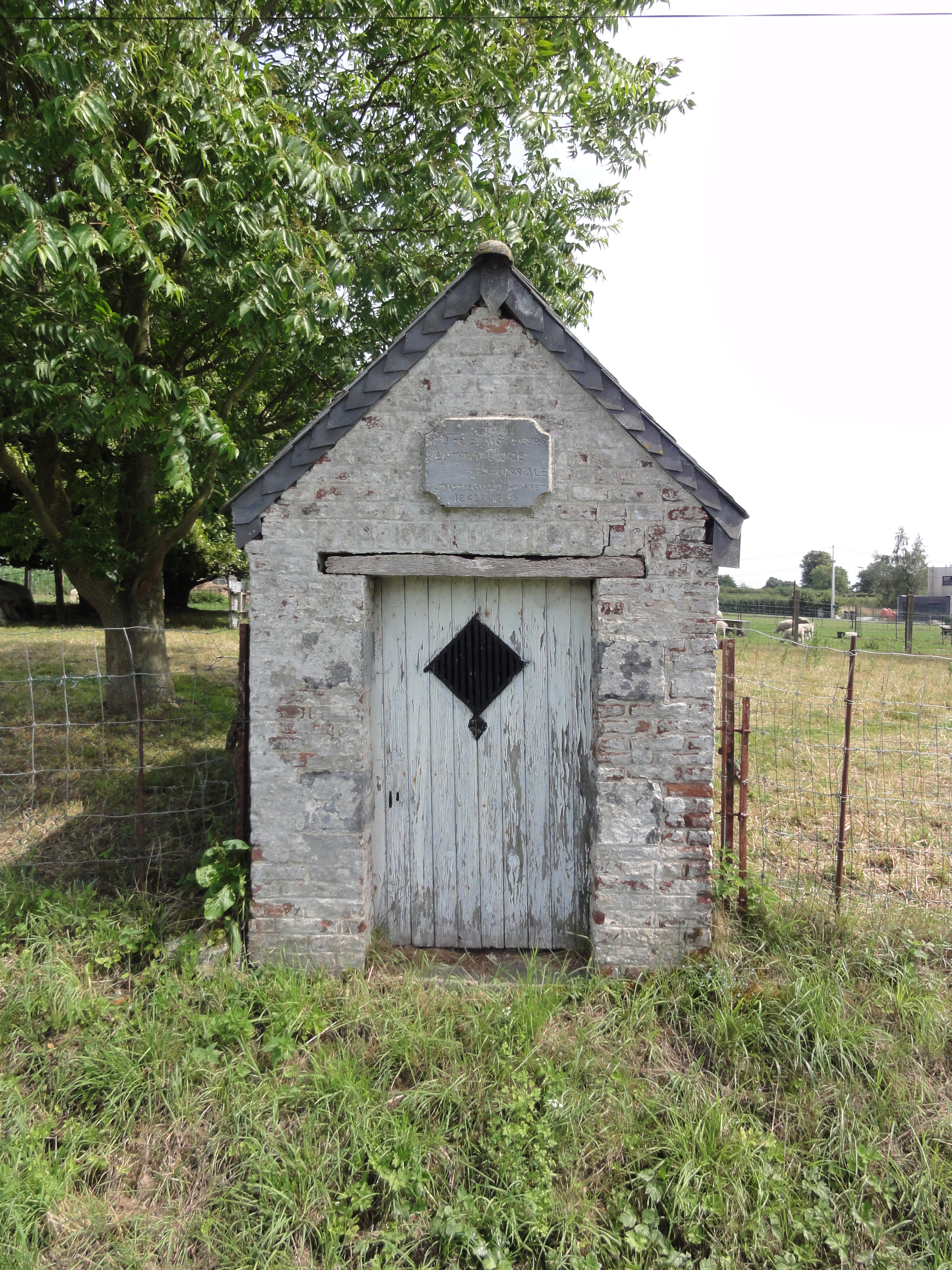
Chapelle N.D. de Bon Secours au hameau Bermeries-la-Boëte.
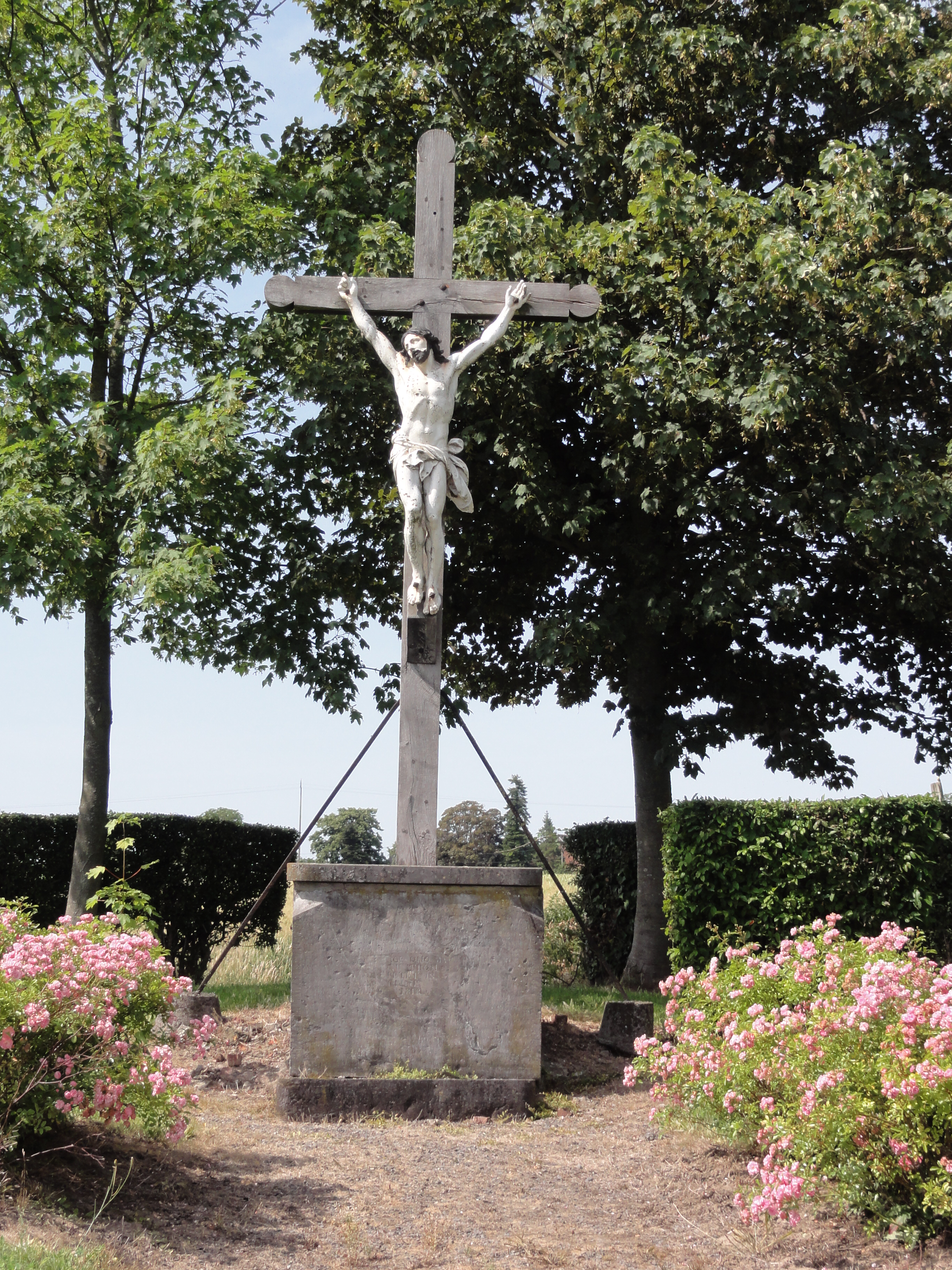
Croix de chemin de 1818.

### Personnalités liées à la commune
- En 1478, Louis XI en guerre contre Charles le Téméraire passe la nuit dans la ferme de Cambron[19].

## Pour approfondir